# Vassouras (kommun)
Vassouras är en kommun i Brasilien.   Den ligger i delstaten Rio de Janeiro, i den sydöstra delen av landet, 900 km sydost om huvudstaden Brasília. Antalet invånare är 34 439.
Följande samhällen finns i Vassouras:
- Vassouras

Omgivningarna runt Vassouras är huvudsakligen savann. Runt Vassouras är det glesbefolkat, med 17 invånare per kvadratkilometer.